# 양수진 납치사건
"양수진 납치사건"은 대한민국의 영화이다.

## 등장 인물
주연
- 정은채 : 양수진 역

28세. 부모님을 잃고 홀로 집에서 살아가다가 최호기에게 납치를 당하는 인물.
- 박만득 : 최호기 역

47세. 연쇄살인범 출신으로 양수진을 납치하고 양수진을 사육시키며 길들인다.
조연
- 황태광 : 박 형사 역

최호기를 도와 양수진을 납치시키는데 큰 도움이 되는 비리형사.
- 조윤혜 : 설수정 역

양수진과는 절친한 선배로... 양수진을 구하기 위해 나섰다가 최호기에게 처참히 살해당한다.